# Bolnav

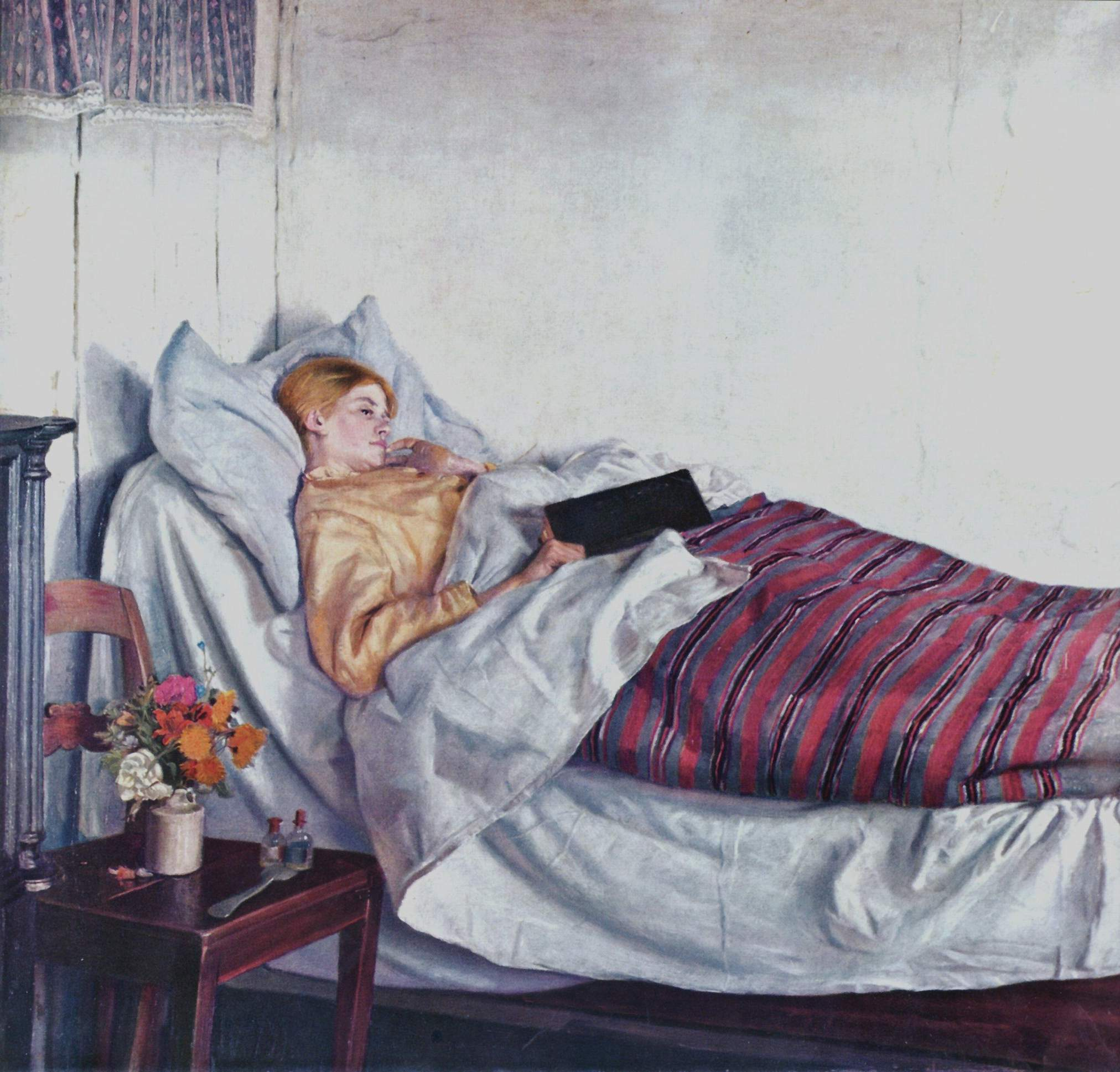
"Fată bolnavă" (Den syge pige) de Michael Ancher, 1882

Bolnavul este o ființă care prezintă o boală, de care poate fi conștient sau nu. 
Felul în care fiecare persoană percepe starea de sănătate sau de boală este un fenomen complex și particular fiecăruia în parte. Bolile pot afecta persoanele la nivel emoțional, rațional, fizic și spiritual și din această cauză pacienții au experiențe și dau semnificații diferite acestora.
La om, în decursul istoriei, în cazul anumitor boli au fost elaborate legi sociale care îl scutesc pe bolnav pe baza unui certificat medical, de anumite activități fizice sau intelectuale.